# Physoconops abbreviatus
Physoconops abbreviatus är en tvåvingeart som beskrevs av Camras 1955. Physoconops abbreviatus ingår i släktet Physoconops och familjen stekelflugor. Inga underarter finns listade i Catalogue of Life.